# میلرز فالز (ماساچوست)
میلرز فالز (به انگلیسی: Millers Falls) یک منطقهٔ مسکونی در ایالات متحده آمریکا است که در شهرستان فرانکلین، ماساچوست واقع شده‌است. میلرز فالز ۲٫۴ کیلومتر مربع مساحت و ۱٬۱۳۹ نفر جمعیت دارد و ۹۱ متر بالاتر از سطح دریا واقع شده‌است.